# Постумиева дорога

Постумиева дорога на карте Италии (серым цветом).

Посту́миева дорога (лат. via Postumia) — римская дорога в Италии, проходившая от Генуи в Аквилею. Дорога имела важное значение для окончательного завоевания Лигурии и для колонизации северной Италии: многие города были обязаны своим появлением этой дороге.
Дорога была построена в 148 году до н. э. по приказу консула Спурия Постумия Альбина Магна. Хотя обычно маршрутом дороги считается Генуя—Аквилея, в XIX веке предполагалось, что дорога проходила от Генуи лишь до Вероны. Существует и предположение, что в Бедриаке (современный Кальватоне) Постумиева дорога разветвлялась на две других дороги, которые шли до Бреннерского перевала (через Верону) и до Аквилеи соответственно, но Моммзен предполагает существование единой дороги, шедшей из Генуи в Аквилею через Верону. Из Генуи дорога сначала шла на север через Апеннины через Дертону (современная Тортона), а в равнинной долине реки По поворачивала на запад, идя через Плацентию (Пьяченца), Кремону и Бедриак (Кальватоне). Из Бедриака дорога шла к Аквилее через Верону (по другой версии, через Мантую) в Аквилею. В Плацентии Постумиева дорога пересекалась с построенной ранее Эмилиевой дорогой, а в 109 году до н. э. (по другой версии, в 107 году до н. э.) Марк Эмилий Скавр соединил Геную с сетью дорог в центральной Италии.
В музее-лапидарии Маффеи в Вероне хранится мильный столб, установленный на 122-й миле (ок. 183 км) между Генуей и Кремоной. На нём указаны имя и должность инициатора строительства («Спурий Постумий, сын Спурия, внук Спурия, Альбин, консул» — «S. Postumius S.f. S.n. | Albinus cos»), расстояния до Генуи и Кремоны («122 мили до Генуи, до Кремоны 27» — «CX[X]II Genua Cr[e]mo[nam] | XXVII»). Столб был найден до появления современной археологии, в результате чего неизвестны ни обстоятельства его обнаружения, ни точное место находки. При этом допускается, что изначально столб мог содержать только информацию о числе миль, а более полная информация могла быть добавлена впоследствии.